# Women and War
Pour plus de détails, voir Fiche technique et Distribution.
Women and War est un film muet américain réalisé par Allan Dwan et sorti en 1913.

## Fiche technique
- Réalisation : Allan Dwan
- Scénario : Wallace Reid
- Durée : 20 minutes
- Date de sortie :
  - États-Unis : 21 juin 1913

## Distribution
- Wallace Reid
- Pauline Bush
- Jessalyn Van Trump
- Marshall Neilan